# Байдалюк Павло Іванович
Павло Іванович Байдалюк  (5 жовтня 1956, Красносілка, УРСР — 26 листопада 2012, там же) — український журналіст. Член правління Вінницької обласної організації Національної спілки журналістів України.

## Життєпис
Народився 6 березня 1953 року у селі Красносілка (нині Бершадський район, Вінницька область) у сім'ї робітника цукрового заводу.
Навчався у місцевій середній школі. Закінчив Вінницький державний педагогічний інститут. За направленням він працював учителем історії і суспільствознавства у Шляхівській середній школі, а згодом — заступником директора з виховної роботи. Деякий час Байдалюк очолював середню школу в селі Яланець. Протягом шести років працював лектором-міжнародником у Бершадському райкомі Компартії України.
З 1988 року по 1992 рік був редактором районної газети «Вогні комунізму» (з 1991 року — «Бершадський край»). Після добровільного звільнення з посади редактора, Павло Байдалюк працював завідувачем відділу райдержадміністрації, а після цього — керуючим справами районної ради. Паралельно з роботою у місцевій владі він займався журналісткою діяльністю, будучи властним кореспондентом газети облдержадміністрації «Подолія».
У січні 2007 року він очолив редакцію газети «Бершадський край». Також Байдалюк був депутатом районної ради протягом двох скликань та членом колегії райдержадміністрації.
Помер 26 листопада 2012 року.

## Нагороди та звання
- Премія імені Костянтина Гришина (1991)
- Кращий журналіст Вінницької області (2008)
- Почесна грамота Вінницької обласної державної адміністрації та обласної Ради (4 червня 2007)[4]
- Почесна грамота Вінницької обласної державної адміністрації та обласної Ради (17 жовтня 2008)[5]
- Почесна грамота Вінницької обласної державної адміністрації та обласної Ради (1 червня 2009)[6]
- Золота медаль української журналістики (2009)[7]